# Gauresthes elegans
Gauresthes elegans là một loài bọ cánh cứng trong họ Cerambycidae.